# Telururo de cadmio

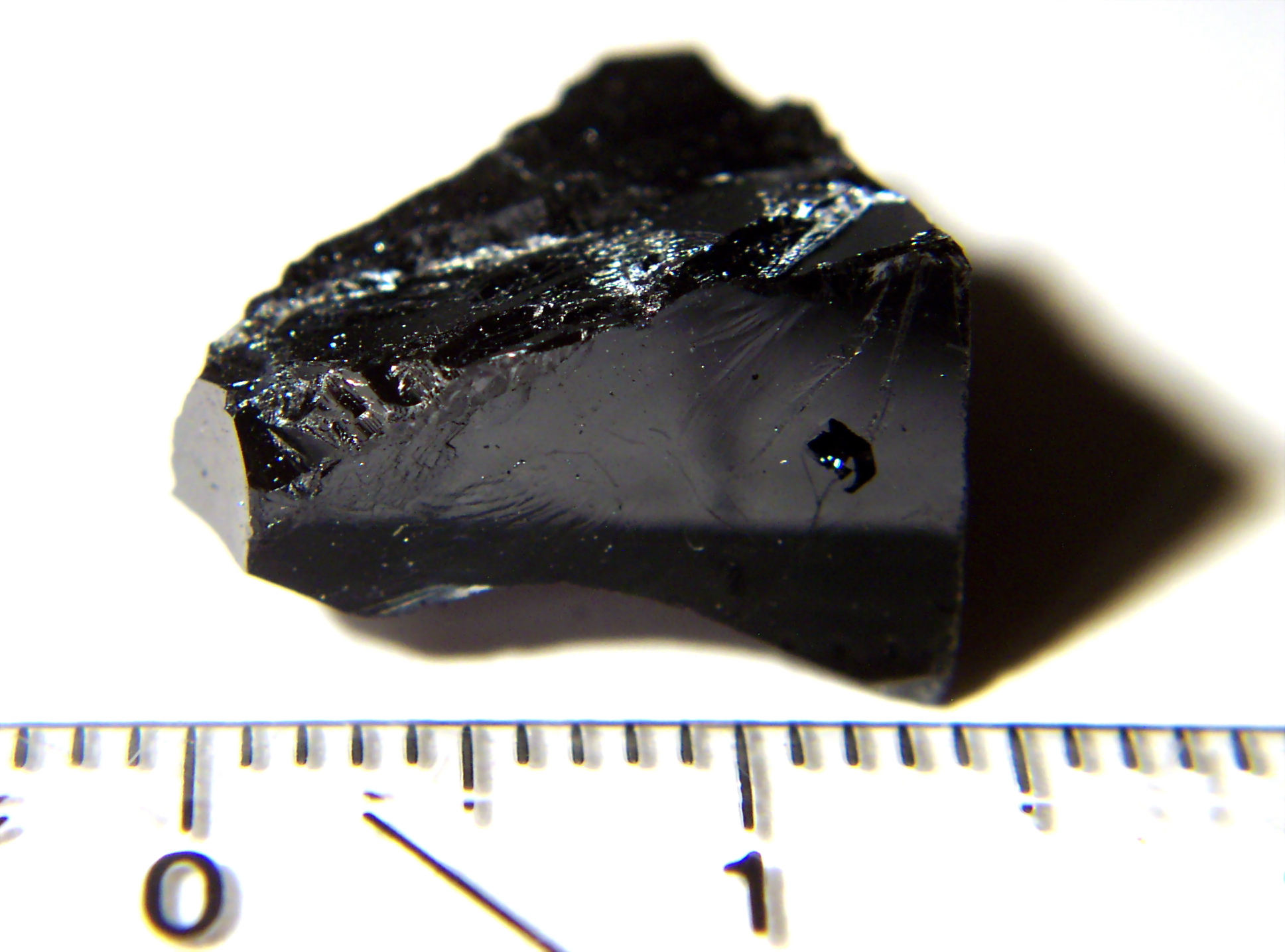
Teluro de cadmio

El telururo de cadmio (CdTe) es compuesto cristalino formado por cadmio y telurio. Se utiliza como ventana óptica de infrarrojos y como material de célula solar. Por lo general se intercala con sulfuro de cadmio para formar una célula fotovoltaica de unión pn. Normalmente, las células de CdTe utilizan una estructura n-i-p .

## Células fotovoltaicas

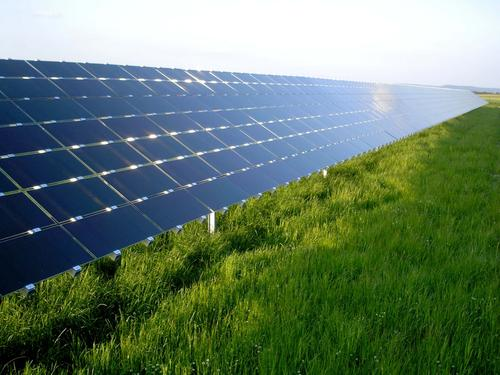
Una planta fotovoltaica con paneles de teluro de cadmio

La célula fotovoltaica de telururo de cadmio (CdTe) es una tecnología fotovoltaica que se basa en el uso de una película delgada de telururo de cadmio, una capa de semiconductor diseñada para absorber y convertir la luz solar en electricidad. La célula fotovoltaica de telururo de cadmio  es la primera y única tecnología fotovoltaica de película delgada en superar al silicio cristalino en precio para una significativa porción del mercado fotovoltaico, es decir, en sistemas de varios kilovatios.
First Solar es el mayor fabricante de células de película delgada del mundo y el mayor fabricante mundial de células fotovoltaicas con 1,1 GW de producción en 2009.